# Umberto Baldini (fantino)
Umberto Baldini detto Bovino (Montevarchi, 20 settembre 1904 – Firenze, 18 ottobre 1982) è stato un fantino italiano.
Bovino ha vinto due volte il Palio di Siena, in undici partecipazioni. Ebbe il merito di trionfare all'esordio in Piazza a ventitré anni, per il Nicchio; successo bissato nove anni dopo, per la Giraffa.

## Presenze al Palio di Siena
| Palio          | Contrada   | Cavallo               | Note |
| -------------- | ---------- | --------------------- | ---- |
| 16 agosto 1927 | Nicchio    | Giacca                |      |
| 2 luglio 1928  | Istrice    | Morello di L.Brandani |      |
| 16 agosto 1928 | Chiocciola | Giacca                |      |
| 16 agosto 1929 | Civetta    | Miss                  |      |
| 2 luglio 1930  | Civetta    | Grillo                |      |
| 2 luglio 1935  | Nicchio    | Folco                 |      |
| 2 luglio 1936  | Giraffa    | Ruello                |      |
| 16 agosto 1936 | Giraffa    | Valerio               |      |
| 2 luglio 1938  | Giraffa    | Ruello                |      |
| 16 agosto 1938 | Nicchio    | Aquilino              |      |
| 16 agosto 1939 | Civetta    | Ruello                |      |